# Ашшур-реш-иши II
Ашшур-реш-иши II (букв. «Ашшур радуется») — царь Ассирии приблизительно в 972—967 годах до н. э.
Сын и наследник Ашшур-раби II. Из-за длительного срока правления своего отца Ашшур-реш-иши II, видимо, вступил на престол в преклонном возрасте. Согласно «Ассирийскому царскому списку», он правил только 5 лет.
Об относительно коротком времени правления Ашшур-реш-иши II известно мало: из-за отсутствия свидетельств в источниках эта эпоха считается «тёмным веком» в истории Ассирии.